# Рейд на Баальбек
Рейд на Баальбек — диверсионная акция израильских десантников, проведённая в ночь на 2 августа 2006 в городе Баальбек в ходе Второй Ливанской войны.
Солдаты двух израильских спецподразделений — «Сайерет Маткаль» и «Шальдаг» — ворвались в госпиталь «Дар аль-Хикма» восточно-ливанского города Баальбек, который, по данным израильских спецслужб, финансируется иранским Благотворительным обществом имама Хомейни и используется «Хезболлой» для лечения раненых. С воздуха были расстреляны из крупнокалиберных пулемётов и ракет несколько постов охраны «Хезболлы» возле госпиталя, а также городская электростанция. Баальбек погрузился во тьму.
После массированных авиаударов, с вертолётов высадилась израильская группа спецназа из 20 человек  на двух джипах, которая взяла в плен 5 и застрелила 10 боевиков. Операция, предположительно, имела целью захват одного из лидеров группировки «Хезболла» шейха Мохаммеда Язбека, который незадолго до операции был переведён в другой госпиталь.
Пресс-секретариат ЦАХАЛа сообщил, что с израильской стороны потерь нет. В ходе обыска в больнице были обнаружены оружие и боеприпасы, было изъято компьютерное оборудование, носители информации и документы пациентов.
По словам бывшего начальника генштаба израильской армии генерала Дана Халуца, операция была проведена для того, чтобы показать, что «мы можем наносить удары в любой точке Ливана».